# Копертино
Копертѝно (на италиански: Copertino, на местен диалект Cupirtinu, Купиртину) е град и община в Южна Италия, провинция Лече, регион Пулия. Разположен е на 34 m надморска височина. Населението на общината е 24 468 души (към 2012 г.).